# Hugo Banzer

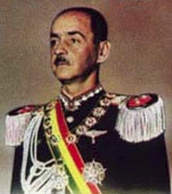
Presidentieel portret

Hugo Banzer Suárez (Concepción, 10 mei 1926 – Santa Cruz de la Sierra, 5 mei 2002) was dictator en president van Bolivia. Drie decennia lang speelde hij een grote en zeer controversiële rol in de Boliviaanse politiek.

## Levensloop
Banzer werd geboren in Concepción, in de provincie Ñuflo de Chávez, departement Santa Cruz. Hij was een zoon van een Duitse boerenfamilie, nakomelingen van 19e-eeuwse immigranten.
Op zijn 14e werd hij naar de Boliviaanse hogeschool van het leger in de hoofdstad La Paz gestuurd, waar hij het tot luitenant van de cavalerie bracht. Daarna zond men hem naar de School of the Americas in Panama. Meer training kreeg hij in 1960 in Fort Hood in Texas. Na verschillende jaren dienst te hebben gedaan als commandant van het 4e regiment van de cavalerie werd hij militair attaché in Washington.
In 1964 werd Banzer benoemd tot minister van Onderwijs. In 1969 trad hij tijdelijk terug uit de politiek en werd directeur van de militaire academie. Daar raakte hij verwikkeld in een machtsstrijd tussen linkse en rechtse officieren. In 1970 won de linkervleugel en werd generaal Juan José Torres president. In januari 1971 werd de rechtse Hugo Banzer ontslagen.
Banzer trachtte de rechtse conservatieve officieren te mobiliseren tot verzet, maar kreeg onvoldoende steun en werd na een mislukte couppoging verbannen naar Argentinië.
In augustus 1971 wist hij Bolivia weer binnen te komen. Hij deed een ditmaal geslaagde couppoging, gesteund door rechtse elementen in het leger, de extreemrechtse Socialistische Falanx en de politieke partij MNR. Het verzet kwam voornamelijk van studenten van de universiteit van La Paz maar dit werd na enkele dagen gebroken, met 300 doden tot gevolg. Hierna riep Banzer zichzelf uit tot president.

## Banzer als dictator
Een van zijn eerste dictatoriale daden was het muilkorven van de media. Onder zijn bewind werden leden van de oppositie gekidnapt, gemarteld en vermoord. Met dictators in omringende landen had hij een overeenkomst gesloten dat men elkaars dissidenten zonder uitleveringsprocedure en juridische verwikkelingen zou uitroeien en/of uitleveren. Dit verdrag noemde men Operatie Condor. Vele gedeporteerde personen zijn in die tijd zowel in Bolivia als in Brazilië, Chili en Argentinië 'verdwenen'. Van de ca. 19.000 vluchtelingen uit Bolivia zijn er ten minste 150-200 vermoord. Vergeleken met buurlanden werd Banzer in sommige media nog een 'milde' dictator genoemd.
Van 1973 tot 1976 genoot Bolivia een economische opleving, die het gevolg was van de uitvoer van aardgas. Niettemin bleef de oppositie uit de middenklasse en de intellectuelen zich roeren.
In 1974 verbood Banzer alle politieke activiteiten. Alle ministersposten waren intussen aan militairen gegeven. Op 24 november 1978 pleegde de commandant van het leger, generaal David Padilla, een door linkse krachten gesteunde coup. Banzer werd afgezet als president. In totaal overleefde Banzer dertien pogingen tot een staatsgreep.

## Banzer als president
Zeven jaar lang hield Banzer zich gedeisd. In de tussentijd veranderde het politieke klimaat in Zuid-Amerika. Dictatorschap raakte onder de regering van Jimmy Carter uit de gratie en democratie deed haar intrede. In 1985 verscheen Banzer plotseling weer ten tonele, inmiddels bekeerd tot democraat. Twaalf jaar lang deed hij aan alle presidentsverkiezingen mee, tot hij ten slotte als leider van de Nationalistische Democratische Actiepartij in 1997 won en president van het straatarme Bolivia werd.
Als president oogstte hij lof van de Verenigde Staten door zijn war on drugs: hij liet 106.000 ha. cocaoogst verwoesten en trof maatregelen tegen uitvoer van cocaïne. Dit leidde evenwel tot economische problemen en tot groot protest van de vele cocatelers. Bij opstanden vielen 20 doden. De regering-Banzer kwam hierdoor onder grote druk te staan. Het lukte Banzer tijdens zijn bewind evenmin de indiaanse meerderheid in Bolivia betere levensomstandigheden te bezorgen. Hierdoor nam de sociale onrust in het land toe.
Banzers pogingen om de corruptie te beteugelen waren halfslachtig: verschillende bewindslieden werden weliswaar ontslagen, daarentegen werden veel familieleden van de president in het pluche getild.
Verschillende organisaties voerden actie om Banzer, evenals de Chileense oud-dictator Pinochet, te laten arresteren en berechten voor zijn misdaden in de jaren zeventig. Toch bleef Banzer in het zadel, onder meer omdat hij steun genoot van de Verenigde Staten.
In augustus 2001 trad Banzer om gezondheidsredenen af. Hij had long- en leverkanker. Hij werd opgevolgd door vicepresident Jorge Quiroga. 
Banzer overleed in 2002 aan een nachtelijke hartaanval in zijn huis.